# Рідала (Ляенемаа)
Рі́дала (ест. Ridala küla) — колишнє село в Естонії, у волості Рідала повіту Ляенемаа.

## Населення
Чисельність населення в 1989 році становила 410 осіб.

## Історія
Під час адміністративної реформи 1977 року після об'єднання територій 7 сіл: Вілкла, Либе, Лійвакюла, Коліла, Ланнусте, Йиидре та Вятсе, що ліквідовувалися, було утворено нове село Рідала.
У селі Рідала розташовувалося правління колгоспу «Сіяч» («Кюлвая», Külvaja).
З січня 1998 року село під назвою Рідала було ліквідовано, а на його землях відновлені як окремі населені пункти 7 сіл.